# Trafalgar Day
Trafalgar Day – święto w Wielkiej Brytanii, upamiętniające zwycięstwo Royal Navy dowodzonej przez wiceadmirała Horacego Nelsona nad połączoną flotą francusko-hiszpańską w bitwie pod Trafalgarem 21 października 1805 roku.
Dzień był powszechnie obchodzony w imperium brytyjskim w XIX i na początku XX wieku. Publiczne obchody Trafalgar Day zaniknęły jednak po I wojnie światowej, która zmieniła sposób w jaki społeczeństwo postrzegało wojnę, a jego miejsce zajął nowo ustanowiony Dzień Pamięci (ang. Remembrance Day), upamiętniający ofiary wojny.
Obecnie Trafalgar Day obchodzony jest przez organizację młodzieżową Sea Cadet Corps, która organizuje co roku paradę na Trafalgar Square w Londynie. Obchody odbywają się również w Birmingham, pod statuą Horacego Nelsona w Bull Ring i prowadzone są przez burmistrza miasta.